# Cigaritis namaquus
The Namaqua Bar (Cigaritis namaquus) là một loài bướm ngày thuộc họ Bướm xanh. Nó được tìm thấy ở Nam Phi, ở đó nó is restricted to the Succulent Karoo areas from the extreme North Cape near the border with Namibia, to the bắc parts of the West Cape.
Sải cánh dài 22–25 mm đối với con đực và 24–28 mm đối với con cái. Con trưởng thành bay từ tháng 9 đến tháng 12 nhiều nhất vào tháng 10. Có một lứa một năm.
Ấu trùng ăn Zygophyllum species, bao gồm Zygophyllum retrofactum.